# Cyril Connolly
Cyril Connolly, född 10 september 1903 i Coventry, Warwickshire, död 26 november 1974 i London, var en brittisk intellektuell, litteraturkritiker och författare. Han har framför allt verkat som ett egensinnigt litterärt samvete och varit en viktig bakgrundsfigur i engelsk 1930- och 40-talslitteratur.

## Biografi
Connolly var son i en officersfamilj och spenderade en del av sin barndom i Sydafrika tillsammans med sin far, som dessutom var mineralsamlare. Den unge Connolly tillbringade även tid med sin mors familj på Clontarf Castle och med sin farmor i Bath.
Han började sin utbildning vid St. Cyprian's School i Eastbourne, där han bland annat träffade George Orwell och Cecil Beaton. Han fick där ett stipendium till Eton College där han var involverad i romantiska intriger och skolpolitik, men även etablerade ett rykte som intellektuell, respekterad av bland andra Dadie Rylands och Denis King-Farlow. År 1922 uppnådde Connolly akademisk framgång genom att vinna Rosebery History Prize och ett stipendium till Balliol College i Oxford.
Connollys intellektuella mentorer inkluderade dekanen vid Balliol, "Sligger" Urquhart, som organiserade läspartyn på kontinenten, och dekanen vid Wadham, Maurice Bowra. Mycket tid gick åt till resor med dessa och andra, men 1925 avlade Connolly sina sista tentor och lämnade Balliol med en tredje nivåns examen i historia.
År 1926 träffade han Desmond MacCarthy, som var litterär redaktör för tidningen New Statesman och som skulle få stort inflytande på Connollys utveckling då han erbjöds att skriva bokrecensioner för New Statesman. I augusti 1927 fick han plats vid tidningens redaktion som fast recensent.
Connollys enda roman, The Rock Pool, kom ut 1936 (svensk översättning Klippskrevan, 1948). Den är ett satiriskt verk som beskriver en grupp utsvävande äventyrare i slutet av säsongen på en fransk badort, ett tema som var baserat på egna erfarenheter från södra Frankrike.
År 1940 grundade han den inflytelserika tidskriften Horizon tillsammans med Peter Watson, som var dess finansiär och de facto konstredaktör. Connolly medverkade i tidskriftens redaktion fram till 1950 och som redaktör erbjöd han en plattform för ett brett spektrum av framstående och nya författare. Han var under en kort tid (åren 1942-43) också litterär redaktör för The Observer.
År 1967 återvände han till Eastbourne och fortsatte fram till sin plötsliga död 1974 som journalist vid Sunday Times.
Sedan 1976 finns Connollys arkiv och privata bibliotek med över 8 000 band placerat vid University of Tulsa.